# Festival du cinéma grec 1989
Le Festival du cinéma grec de 1989 fut la 30e édition du Festival international du film de Thessalonique. Elle se tint du 2 au 8 octobre 1989.

## Palmarès
Les prix de meilleur film, meilleur réalisateur, meilleur scénario, meilleurs costumes et meilleur son ne furent pas remis.
- Plus à droite que la droite : meilleur acteur, meilleur acteur dans un second rôle, meilleur maquillage
- Mariage à Perithorio : meilleure actrice, meilleure actrice dans un second rôle
- Coupable ou innocent : meilleure actrice dans un second rôle
- Xenia : meilleur jeune réalisateur
- Oh Babylone : meilleure photographie, meilleure musique et meilleurs décors
- ROM : meilleur documentaire, meilleur montage
- Olga Robards : meilleure photographie